# Région (collectivité territoriale française)
Pour un article plus général, voir Région française.
| Carte des 18 régions françaises après le redécoupage de 2015. |
| Hauts- · de- · France Normandie Île-de- · France Grand Est Bourgogne- · Franche-Comté Centre- · Val de Loire Pays · de la Loire Bretagne Nouvelle- · Aquitaine Auvergne- · Rhône-Alpes Occitanie Provence- · Alpes- · Côte d'Azur Corse Guyane Guadeloupe Martinique Mayotte La RéunionBelgique Luxembourg Allemagne Suisse Liechtenstein Italie Monaco Royaume-Uni Pays-Bas Andorre Brésil Suriname EspagneMer · du Nord Manche Golfe de · Gascogne Mer Méditerranée |

En France, la région est, en vertu de l'article 72 de la Constitution, une collectivité territoriale, c'est-à-dire une personne morale de droit public différente de l'État, investie d'une mission d'intérêt général concernant la région, comprise en tant que territoire. À ce titre, elle possède une personnalité juridique, des compétences et une liberté d'administration.
La région est d'abord en 1960 uniquement une circonscription administrative c'est-à-dire un échelon déconcentré de l'État, puis la loi du 5 juillet 1972 fait de la région un établissement public, mais il faut attendre la loi du 2 mars 1982 pour que la région accède au rang de collectivité territoriale, et enfin, par la révision constitutionnelle du 28 mars 2003, au rang de collectivité reconnue par la Constitution. À leur création les régions sont dotées de pouvoirs et de compétences concernant principalement l'aménagement du territoire, le développement économique, l’éducation et la formation professionnelle. Par la loi du 27 février 2002, des compétences nouvelles sont transférées de manière expérimentale aux régions : la protection du patrimoine, le  développement des ports maritimes et des aérodromes, la mise en œuvre d’un plan régional pour la qualité de l'air et classement des réserves naturelles régionales, deux compétences nouvelles dans un domaine resté à l’écart des lois de décentralisation de 1983, à savoir l’environnement.
Les conseils régionaux, assemblées délibérantes des régions, décident sur toute affaire d’intérêt régional entrant dans le cadre des compétences dévolues par la loi. Les premières élections ont eu lieu en mars 1986. Le président du conseil régional est l'exécutif régional et est chargé de mettre en œuvre les décisions de l'assemblée délibérante. Il dispose à cet effet de moyens financiers, juridiques et humains. L'action des régions est contrôlée a posteriori par l'État.
L'acte III de la décentralisation engagé en 2013 vise à redéfinir l'organisation territoriale de la République. Deux lois sont ainsi discutées en 2014, modifiant le découpage régional et redistribuant les compétences des différentes collectivités territoriales dans le but d'une meilleurs lisibilité et un moindre coût final pour l'usager.

## Histoire
La région est une collectivité territoriale créée dans la période contemporaine. Avant d'accéder à ce rang, la région est d'abord en 1960 uniquement une circonscription administrative c'est-à-dire un échelon déconcentré de l'État. Puis, la loi du 5 juillet 1972 fait de la région un établissement public, mais il faut attendre la loi du 2 mars 1982 pour que la région accède au rang de collectivité territoriale, et enfin, par la révision constitutionnelle du 28 mars 2003, au rang de collectivité reconnue par la Constitution.
Depuis la loi du 13 mai 1991, la Corse est dotée d'un statut particulier à la suite des revendications politiques, mais aussi pour tenir compte du contexte spécifique que connaît ce territoire en matière de développement économique. Elle dispose en particulier d'une assemblée et d'un exécutif collégial qui est responsable devant elle : l'assemblée peut mettre en jeu la responsabilité de l'exécutif en adoptant une motion de défiance (art. L.4422-31 du CGCT). Une loi du 22 janvier 2002 a en outre renforcé les particularités du régime juridique de cette collectivité en lui reconnaissant une autonomie plus importante, notamment en matière d'enseignement puisque la collectivité territoriale de Corse peut favoriser l'enseignement de la langue Corse. Elle dispose aussi de compétences particulières pour promouvoir la diffusion de la culture corse, ou pour favoriser le développement économique de l'île, ou encore en matière environnementale. Dans les statistiques, ce territoire reste néanmoins assimilé à une région, sur le plan administratif.
En 2011, la Guyane et la Martinique optent pour la fusion entre le département et la région qui composent chacun de ces deux territoires. Elles seront donc dotées, à compter de décembre 2015 (année de renouvellement des conseils généraux et régionaux), d'une assemblée délibérante unique, et formeront des collectivités uniques régies par l'article 73 de la Constitution (loi organique no 2001-883 du 27 juillet 2011, loi no 2011-884 du 27 juillet 2011). Ces collectivités uniques exerceront les compétences antérieurement dévolues aux départements et aux régions auxquels elles se substituent.
Ainsi au 1er janvier 2014, la France compte 25 collectivités territoriales régionales (21 régions métropolitaines et quatre régions d'outre-mer). Par extension, la Corse constitue une collectivité à statut particulier au sens du premier alinéa de l’article  72 de la Constitution, la collectivité territoriale de Corse est distincte des régions, néanmoins par extension la Corse peut être assimilée à une région administrative. De même Mayotte est depuis le 31 mars 2011 une collectivité unique, appelée « Département de Mayotte », qui exerce les compétences dévolues aux départements d'outre-mer et aux régions d'outre-mer. Par assimilation Mayotte peut aussi être décomptée dans les régions administratives. Par extension le nombre de régions est au 1er janvier 2014 de 27 (22 régions métropolitaines et cinq régions d'outre-mer). 
En décembre 2015, sans redécoupage territorial, le nombre de régions serait ramené à 24 (ou 23 en prenant en compte la Corse), avec le changement de la Guyane et de la Martinique en collectivités territoriales uniques. Toutefois le gouvernement dépose en juin 2014 un projet de loi de redécoupage régional visant à réduire le nombre de régions. Celui-ci est adopté, après divers amendements, en première lecture le 23 juillet 2014, le nombre de régions métropolitaines est porté de 22 à 13 (dont la Corse).

## Identité de la région
Les éléments caractérisant l'identité d'une collectivité territoriale sont : un nom, un territoire et une population.

### Nom
À l'instar de toute autre collectivité, chaque région est d'abord définie par un nom. Depuis la décentralisation de 1982, les changements de nom sont encadrés par la loi. En application de l'article L. 4121-1 du code général des collectivités territoriales, le changement de nom d'une région est modifié par un décret en Conseil d'État après consultation du conseil régional et des conseils généraux intéressés, et à la demande de l'un d'eux.
Le nom est souvent perçu comme attribut objectif d'un territoire, dont il est supposé renvoyer une image à l'extérieur. Le nom participe ainsi à l’attractivité dudit territoire et constitue dès lors une variable déterminante du développement territorial. Il peut et doit être changé si, au lieu d’attirer, il fait fuir ou même s'il indiffère. La décentralisation a accentué les phénomènes de concurrence entre territoires, et cela à de multiples échelles, depuis la concurrence régionale entre villes moyennes jusqu’à la concurrence européenne entre métropoles ou entre régions, en passant bien sûr par la concurrence nationale entre grandes villes et bien entendu entre départements. De 1982 à 2014, aucune région n'a changé de nom malgré certains projets.
En 1994, le conseil régional du Centre vote en faveur d'un changement du nom de la région pour la nouvelle appellation « Centre-Val-de-Loire », par 52 voix contre 15 et 10 abstentions. Les élus régionaux avaient à choisir entre deux noms : « Centre-Val-de-Loire » et « Val-de-France ». Pour le président de la région, l'UDF Maurice Dousset, « ce changement n'est pas un simple gadget, mais vise à développer notre identité vers l'extérieur ». Mais aucune proposition de loi n'est déposée en ce sens et la région Centre garde son nom.
En 2005, c'est au tour de Georges Frêche, président nouvellement élu de la région Languedoc-Roussillon, de vouloir rebaptiser la région en « Septimanie ». Il organise en particulier une grande journée pour présenter le nouveau logo du conseil régional : sept soleils jaunes sur fond rouge, suivis du slogan : « Septimanie, la griffe du soleil ». Le Conseil régional commence à utiliser ce nom très largement particulièrement avec le nouveau mensel de la collectivité "Septimanie".  Il rencontre toutefois une franche opposition d'une large population, surtout chez les Catalans dans les Pyrénées-Orientales qui estiment, que le nom « Septimanie » pourrait nuire à l'identité catalane et nier la double identité culturelle présente dans la dénomination même de Languedoc-Roussillon. De plus, l'ancienne Septimanie ne recouvrait pas exactement les limites du Languedoc-Roussillon actuel, spécialement le Gévaudan qui est aujourd'hui le département de la Lozère. Cette opposition, cristallisée par plus de 45 000 signatures recueillies par les catalans et une manifestation rassemblant 8 000 personnes à Perpignan, le 8 octobre 2005, conduit Georges Frêche à renoncer à ce changement de nom.
Dans le cadre du redécoupage régional de 2014, le nom provisoire de chaque région est constitué de la juxtaposition, dans l'ordre alphabétique, des noms des régions regroupées, à l’exception de la région constituée du regroupement de la Basse-Normandie et de la Haute-Normandie, qui est dénommée « Normandie ». Le nom définitif doit être fixé par décret avant le 1er juillet 2016.

### Territoire
Outre le nom, chaque collectivité territoriale se définit par un territoire, elle est ainsi circonscrite par des limites géographiques. La modification du territoire d'une collectivité est cependant envisageable. Seule une loi peut toutefois modifier les limites territoriales d'une région. La modification peut être demandée par les conseils régionaux et les conseils généraux intéressés et être prononcée après consultation des mêmes conseils régionaux et des conseils généraux intéressés. Toutefois, lorsqu'un décret en Conseil d'État modifie les limites territoriales de départements limitrophes n'appartenant pas à la même région, et qu'un avis favorable a été émis par les conseils généraux et par les conseils régionaux, ce décret entraîne la modification des limites de la région.

#### Transfert d'un département d'une région à une autre région
La loi de 2010 portant réforme des collectivités territoriales introduit un nouvel article au CGCT (Article L4122-1-1) concernant le transfert d'un département d'une région à une autre, autrement appelé "droit d'option" : Un département et deux régions contiguës peuvent demander, par délibérations concordantes de leurs assemblées délibérantes, une modification des limites régionales visant à inclure le département dans le territoire d'une région qui lui est limitrophe. Le processus est identique au cas du rapprochement de deux départements, si ce n'est qu'ici les délibérations concernent le département et les deux régions concernées. La loi du 27 janvier 2014 a durci le dispositif en exigeant que la demande de modification soit inscrite à l'ordre du jour du conseil général et du conseil régional à l'initiative d'au moins 10 % de leurs membres. Cette disposition permettrait de résoudre la question du rattachement de la Loire-Atlantique à la région Bretagne.

#### Fusion de plusieurs régions
Plusieurs régions formant un territoire d'un seul tenant et sans enclave peuvent, par délibérations concordantes de leurs conseils régionaux, demander à être regroupées en une seule région. Si les régions sont situées en zone de montagne, l'avis du comité de massif compétent est requis. Le Gouvernement ne peut donner suite à la demande que si ce projet de regroupement recueille, dans chacune des régions concernées, l'accord de la majorité absolue des suffrages exprimés, correspondant à un nombre de voix au moins égal au quart des électeurs inscrits. Le regroupement est décidé par décret en Conseil d'État.

#### Fusions de départements et d'une région
Une région et les départements qui la composent peuvent, par délibérations concordantes de leurs assemblées délibérantes, demander à fusionner en une unique collectivité territoriale exerçant leurs compétences respectives (article L4124-1 du CGCT). Le processus est identique à celui du rapprochement de deux départements.
Une telle démarche a été engagée en 2013 pour la fusion des départements du Haut-Rhin et du Bas-Rhin avec la région Alsace pour former la collectivité territoriale d'Alsace. Le référendum a lieu le 7 avril 2013 mais le projet est rejeté par une forte majorité d'électeurs (55,74 %) dans le Haut-Rhin, à la surprise de certains analystes et de la presse locale, laquelle un mois avant le scrutin produisait un sondage estimant que 71 % des électeurs haut-rhinois étaient en faveur du oui. Dans le Bas-Rhin, le « oui » est majoritaire mais ne concerne que 22,90 % des inscrits. Les conditions nécessaires à l'approbation du projet ne sont donc pas remplies.

#### Redécoupage de 2014
Le gouvernement part du constat qu'un redécoupage est nécessaire pour adapter les régions françaises aux réalités géographiques et à l'Europe des régions, mais aussi pour relever le défi du redressement de l'économie et des comptes publics. En moins de 10 ans, plusieurs rapports se sont succédé pour préconiser le regroupement des régions : rapport de la mission d'information de la commission des lois de l'Assemblée nationale en octobre 2008, rapport du comité pour la réforme des collectivités territoriales, présidé par Edouard Balladur en mars 2009, rapport de la mission sénatoriale temporaire sur l'organisation et l'évolution des collectivités territoriales en juin 2009. Il constate également que la procédure volontaire de regroupement des régions, avec consultation obligatoire des électeurs et sans aucun dispositif d'incitation, telle qu'elle est prévue par la loi, n'a jusqu'à présent pas été possible. Il dépose en conséquence en juin 2014 un projet de loi de redécoupage régional visant à réduire le nombre de régions. Celui-ci est adopté, après divers amendements, en première lecture le 23 juillet 2014, le nombre de régions est porté de 22 à 13 (dont la Corse).

### Population
La population est le dernier élément constitutif de la carte d'identité d'une collectivité territoriale, le nombre d'habitants étant en effet un déterminant important s'agissant des règles applicables en matière financière, fiscale ou encore en matière électorale, tout du moins en ce qui concerne les communes. 

## Organisation

### Organe délibérant: le conseil régional
Chaque collectivité territoriale est dotée d’un organe délibérant et d'un organe exécutif. Le conseil régional est l'assemblée délibérante de la région, élue au suffrage universel direct par les électeurs de la région (art. L4131-1 du CGCT). Le président du Conseil régional est l'exécutif régional. Les régions sont par ailleurs dotées d'un troisième organe à vocation uniquement consultative : le conseil économique, social et environnemental régional.

#### Composition

Évolution du taux de féminisation dans les élections locales en France.

Au 1er janvier 2014, 1829 conseillers régionaux étaient élus dans les régions de métropole et d'outre-mer, 1880 en prenant en compte les conseillers de l'assemblée de Corse.
|                                       |                                       | Au 1er janvier 2014 | Au 1er janvier 2016 | Au 1er janvier 2016 |
| avant redécoupage                     | après redécoupage                     | Au 1er janvier 2014 |                     |                     |
| ------------------------------------- | ------------------------------------- | ------------------- | ------------------- | ------------------- |
| Métropole                             | Métropole                             | 1669                | 1669                | ?                   |
| Outre-mer                             | Guadeloupe                            | 41                  | 41                  | ?                   |
| Outre-mer                             | La Réunion                            | 47                  | 47                  | ?                   |
| Outre-mer                             | Guyane                                | 31                  | -                   | -                   |
| Outre-mer                             | Martinique                            | 41                  | -                   | -                   |
| Outre-mer                             | Total ROM                             | 160                 | 88                  | ?                   |
| Total régions (hors Corse)            | Total régions (hors Corse)            | 1829                | 1757                | ?                   |
| Corse                                 | Corse                                 | 51                  | 51                  | 51                  |
| Total collectivités (Régions + Corse) | Total collectivités (Régions + Corse) | 1880                | 1808                | ?                   |

Les conseils régionaux sont les assemblées élues les plus féminisées de France, essentiellement grâce à l'application aux élections régionales de la loi du 6 juin 2000 puis de celle du 11 avril 2003, qui a institué l'obligation de parité stricte des listes. Les disparités régionales existent certes mais demeurent limitées, compte tenu de la quasi parité atteinte dans l'ensemble de la France lors de ces élections. À l'issue des élections de 2004, la Martinique, avec 51,2 % de conseillères régionales, avait l'assemblée régionale qui comportait le plus de femmes, suivie de la Bretagne (50,6 %) et du Nord-Pas-de-Calais (46,5 %). Le conseil régional le moins féminisé était celui de Poitou-Charentes, avec 43,6 % de femmes, soit 4 points de moins que la moyenne nationale.
L'effectif de chaque conseil régional est fixé par un tableau annexé à l'article L.337 du Code électoral. Défini par la loi du 11 avril 2003, ce tableau no 7 n'a été modifié qu'à une seule occasion depuis 2003, par l'article 7 de la loi no 2011-884 du 27 juillet 2011 afin de retirer du tableau les régions de Guyane et de Martinique qui étaient transformées en collectivités à statut particulier avec un mode de scrutin propre. Le plus petit conseil régional, au regard de sa composition, est celui de la Franche-Comté avec 43 conseillers régionaux, le plus important est celui de l'Île-de-France avec 209 conseillers.

#### Le conseiller régional

Comparaison des âges des élus des différents assemblées locales en France en 2014.

Les élus du conseil régional, appelés "conseillers régionaux", ont pour mission d'élaborer et de voter les délibérations du conseil régional qui engageront l'avenir de la région dans de nombreux domaines. 
Au 1er février 2014, le nombre de conseillers régionaux était de 1 880 (y compris les conseillers à l'assemblée de Corse) contre 4 052 conseillers généraux et 36 756 maires. Le conseiller régional est d'un âge moyen relativement jeune. 11,1 % avaient moins de 40 ans au 1er février 2014 contre seulement 3,1 % des conseillers généraux et 3,8 % des maires. 
Les conseillers régionaux sont élus pour six ans et sont rééligibles. Les conseils régionaux se renouvellent intégralement. Les élections ont lieu en même temps que le renouvellement général des conseils départementaux. Pour être élu, il faut avoir 18 ans révolus, être de nationalité française, être inscrit (ou justifier qu'on devrait l'être) sur une liste électorale, être domicilié dans la région ou bien, sans y être domicilié, être inscrit (ou justifier qu'on devrait l'être) au rôle d'une contribution directe au 1er janvier de l'année de l'élection. Les personnes exerçant ou ayant exercé certaines professions ou fonctions ne peuvent être élus membres du conseil régional, lorsque leurs fonctions concernent ou ont concerné tout ou partie du territoire de la région : Les préfets dans le département où ils exercent ou ont exercé leurs fonctions depuis moins de trois ans et dix-huit autres professions ou fonctions exercées depuis moins de six mois : les magistrats du siège et du parquet des cours d'appel, dans le ressort de leur juridiction, les membres des tribunaux administratifs ainsi que les magistrats et les secrétaires généraux des chambres régionales des comptes, les magistrats des tribunaux de grande instance et d'instance, les officiers des armées de terre, de mer et de l'air dans l'étendue de toute circonscription comprise dans le ressort où, dotés d'un commandement territorial, ils ont exercé leur autorité, certains fonctionnaires de police, les ingénieurs en chef, ingénieurs en chef adjoints et ingénieurs des ponts et chaussées, etc (article L195 du code électoral). De même les fonctionnaires placés auprès du représentant de l'État dans la région et affectés au secrétariat général pour les affaires régionales en qualité de secrétaire général ou de chargé de mission ne peuvent devenir conseiller régional.
Les conseillers régionaux ont en outre droit à une indemnité. Les indemnités de fonction des élus locaux ne constituent ni un salaire, ni un traitement, ni une rémunération. Elles compensent les frais engagés par les élus et constituent une contrepartie forfaitaire des contraintes supportées, du fait notamment de la réduction de leur activité professionnelle. Elles sont cumulables avec les allocations chômage. Ces indemnités sont encadrées par la loi no 2002-276 du 27 février 2002 relative à la démocratie de proximité – articles 81 et 99 -  et par le décret du 7 juillet 2010. Les indemnités sont fixées par référence au montant du traitement correspondant à l'indice 1015 de la fonction publique et elles sont variables selon la taille du département. Depuis le 1er juillet 2010, elles sont :
| % Population régionale (habitants) | Conseillers régionaux | Conseillers régionaux  | Conseillers régionaux  | Vice-présidents                         | Vice-présidents        | Vice-présidents        | Membres du bureau                       | Membres du bureau      | Membres du bureau      |
| % Population régionale (habitants) | % de l'IB 1015        | Montant des indemnités | Montant des indemnités | % de l'indemnité de conseiller régional | Montant des indemnités | Montant des indemnités | % de l'indemnité de conseiller régional | Montant des indemnités | Montant des indemnités |
| % Population régionale (habitants) | % de l'IB 1015        | annuelles              | mensuelles             | % de l'indemnité de conseiller régional | annuelles              | mensuelles             | % de l'indemnité de conseiller régional | annuelles              | mensuelles             |
| ---------------------------------- | --------------------- | ---------------------- | ---------------------- | --------------------------------------- | ---------------------- | ---------------------- | --------------------------------------- | ---------------------- | ---------------------- |
| moins de 1 000 000                 | 40 %                  | 18 247,05 €            | 1 520,59 €             | 140 %                                   | 25 545,87 €            | 2 128,82 €             | 110 %                                   | 20 071,76 €            | 1 672,65 €             |
| de 1 000 000 à 1 999 999           | 50 %                  | 22 808,82 €            | 1 900,73 €             | 140 %                                   | 31 932,34 €            | 2 661,03 €             | 110 %                                   | 25 089,70 €            | 2 090,81 €             |
| de 2 000 000 à 2 999 999           | 60 %                  | 27 370,58 €            | 2 280,88 €             | 140 %                                   | 38 318,81 €            | 3 193,23 €             | 110 %                                   | 30 107,64 €            | 2 508,97 €             |
| plus de 3 000 000                  | 70 %                  | 31 932,34 €            | 2 661,03 €             | 140 %                                   | 44 705,28 €            | 3 725,44 €             | 110 %                                   | 35 125,58 €            | 2 927,13 €             |

#### Mode de scrutin

##### Mode de scrutin de 1985
La loi du 10 juillet 1985 instaure l'élection des conseillers régionaux au suffrage universel direct, au scrutin de liste à un seul tour, à la représentation proportionnelle intégrale suivant la règle de la plus forte moyenne, sans panachage ni vote préférentiel, pour un mandat de six ans. La circonscription d’élection est le département, les sièges étant répartis en fonction du poids démographique des départements conformément au tableau annexé au code électoral. Un seuil de représentation en deçà duquel les listes ne peut prétendre à la répartition des sièges a néanmoins été introduit : seules les listes ayant obtenu un nombre de voix au moins égal à 5 % des suffrages exprimés peuvent participer à la distribution des sièges qui s'opère en deux temps :
- dans un premier temps, chaque liste se voient attribuer un nombre de sièges correspondant au résultat de la division du nombre de voix obtenues par le quotient électoral ;
- dans un deuxième temps, les sièges non pourvus sont ensuite répartis en fonction d'une « moyenne » établie pour chaque liste, égale au nombre de voix obtenues par chacune d'elles divisé par le nombre de sièges qu'elle aurait obtenu si on lui avait attribué un siège supplémentaire fictif. La liste ayant la plus forte moyenne se voit alors attribuer le premier siège supplémentaire, les sièges restant à pourvoir après cette première attribution étant répartis un à un suivant le même procédé jusqu'à épuisement du nombre total de sièges. Pour l'attribution du dernier siège, si plusieurs listes ont la même moyenne, ce siège est attribué à la liste ayant obtenu le plus grand nombre de suffrages. En cas d'égalité, le candidat le plus âgé est proclamé élu.

Ce mode de scrutin a été appliqué aux trois premiers scrutins régionaux (1986, 1992 et 1998) mais a été corrigé en 1999 puis en 2003.

##### Réforme de 1999, jamais appliquée
Plusieurs modifications sont apportées par la loi du 19 janvier 1999. L’élection se fait désormais sur dans le cadre de circonscription régionales, et non plus départementales, afin de favoriser l’émergence et l’affirmation de l’identité régionale. Le mandat des conseillers régionaux est abaissé de six à cinq ans. Les conseillers régionaux doivent être élus au scrutin de liste à deux tours, combinant les règles du scrutin majoritaire et de la représentation proportionnelle. 
Ce mode de scrutin, qui devait s'appliquer à compter des élections régionales de 2004, n'a finalement jamais été mis en œuvre, trop complexe à appliquer.

##### Mode de scrutin de 2003
La loi du 11 avril 2003 institue le troisième mode de scrutin aux élections régionales, aujourd’hui toujours en vigueur. Celui-ci permet de concilier plusieurs exigences essentielles : d’une part, donner une majorité politique cohérente aux conseils régionaux tout en veillant au respect du pluralisme et, d’autre part, assurer une représentation juste et équitable des territoires et des citoyens.
Depuis 2003, les conseillers régionaux sont élus, pour un mandat de six ans, au scrutin de liste à deux tours, sans possibilité de panachage ni de vote préférentiel. Chaque liste est constituée d’autant de sections qu’il y a de départements dans la région. Le dépôt des listes s'effectue au niveau régional, les candidats étant répartis entre des sections départementales. Chaque liste doit comporter autant d'hommes que de femmes afin de respecter la parité au sein des assemblées délibérantes régionales. Cette règle s'applique pour chaque tour de scrutin.
Le nombre de sièges à attribuer pour chaque liste est calculé globalement au niveau régional. Il est ensuite réparti entre les sections départementales en fonction du nombre de suffrages obtenus dans chaque section par la liste concernée. La liste qui obtient la majorité absolue des suffrages exprimés obtient 25 % des sièges à pourvoir, les autres sièges étant ensuite répartis à la représentation proportionnelle entre toutes les listes ayant obtenu au moins 5 % des suffrages. Les modalités de répartition des sièges de conseiller régional entre les sections départementales pour chaque liste de candidats sont définies à l’article L. 338-1 du code électoral. Les sièges attribués à chaque liste sont répartis entre les sections départementales qui la composent, au prorata des voix obtenues par la liste dans chaque département. Ce type de scrutin est qualifié de scrutin proportionnel plurinominal au suffrage universel direct avec prime majoritaire.

#### Fonctionnement du conseil régional

##### Règlement intérieur
L'assemblée régionale est dans l'obligation d'élaborer un règlement intérieur dans les 3 mois suivants le renouvellement de l'assemblée, dans l'intervalle c'est le précédent qui s'applique (art. L. 4132-6 CGCT modifié). Ce document a pour vocation de définir les règles de fonctionnement interne de l'assemblée régionale. Il peut, par exemple, prévoir des règles relatives au temps de parole des élus, sous réserve de ne pas méconnaître leur liberté d'expression. Le règlement intérieur peut également prévoir des dispositions autorisant l'organisation d'un débat avec le public sur les affaires de la commune, étant précisé que ce débat ne peut se conclure par une prise de décision. Certaines règles de fonctionnement, liées, par exemple, à la fréquence des réunions de l'assemblée locale, sont prévues par la loi, et le règlement intérieur ne peut déroger à ces dispositions. Par ailleurs, certains éléments doivent obligatoirement figurer dans le règlement intérieur comme les règles de constitution d'une mission d'information et d'évaluation, chargée de recueillir des éléments d'information sur une question d'intérêt régional ou de procéder à l'évaluation d'un service public régional
(art. L. 4132-21-1) ou les modalités d'application de la disposition selon laquelle les élus bénéficient d'un espace d'expression dans le bulletin du département (art. L. 4132-23 CGCT). Ainsi, il convient de ne pas surestimer l'étendue du pouvoir réglementaire confié aux collectivités territoriales dans l'adoption de leur règlement intérieur, nombre de dispositions étant, en effet, imposées par la loi.

##### Réunions
En principe, le conseil général, qui a son siège à « l'hôtel de région », se réunit à l'initiative de son Président au moins une fois par trimestre (art. L. 4132-7 CGCT). Le président doit également réunir le conseil exceptionnellement sur proposition de la commission permanente ou à la demande du tiers de ses membres sur un ordre du jour déterminé, étant précisé qu'un même conseiller général ne peut présenter plus d'une demande de réunion par trimestre. Dans tous les cas, le lieu de réunion est choisi par la commission permanente. Le délai de convocation est de douze jours. Le délai n'est pas franc et il se calcule donc de jour à jour. La convocation doit être suffisamment précise et en particulier comporter la date, le lieu, l'heure et l'ordre du jour de la réunion. Elle doit également être accompagnée d'un rapport sur chacune des affaires devant être soumises au vote.
Les séances du conseil régional sont publiques sauf si à la suite de la demande d'au moins cinq membres de l'assemblée ou du président, la majorité absolue des conseillers en décide autrement. Chaque séance fait l'objet d'un procès-verbal relatant son déroulement et le contenu des rapports. Elle peut même être retransmise par des moyens de communication audiovisuelle.

##### Commissions
Au sein de l'assemblée régionale, existent des commissions internes : la commission permanente dispose d'un pouvoir de décision dans certaines matières en raison d'une délégation émanant de l'assemblée et les commissions consultatives thématiques qui constituent un simple instrument d'information et d'aide à la prise de décision.
La commission permanente est un organe délibérant qui statue sur les sujets que l'assemblée locale lui a délégués, réserve faite des compétences ayant trait au budget qui sont exclues du champ de la délégation (art. L4221-5 du CGCT). La composition de cette commission peut, par ailleurs, être à l'origine d'une confusion avec l'assemblée délibérante : si elle doit en effet comprendre au minimum cinq membres, les textes ne fixent aucun plafond, de telle sorte que les membres de l'assemblée locale peuvent tous être membres de la commission permanente, hypothèse qui ne permet plus de distinguer l'une de l'autre même si elle reste rare en pratique.  
Une ou plusieurs commissions consultatives peuvent être créées afin de préparer les délibérations à adopter, a fortiori s'il s'agit de questions présentant un certain degré de technicité. Ces commissions sont constituées sur un sujet en particulier, par exemple l'environnement, les transports ou encore les finances de la collectivité.

### Organe exécutif: le président, les vice-présidents et le bureau
L’organe exécutif a pour rôle de préparer et d’exécuter les délibérations. Il occupe en réalité une place centrale car il est le chef de l’administration locale. Cette fonction est attribuée au président du conseil régional.

#### Président
Le président du conseil régional est élu lors de la première réunion qui suit le renouvellement de l'assemblée. L'élection a lieu à la majorité absolue des membres du conseil pour une durée de 6 ans ; si cette condition de majorité n'est pas satisfaite à l'issue des deux premiers tours, la majorité relative suffit lors du troisième tour. En cas d'égalité des voix, l'élection est acquise au bénéfice de l'âge. Pour l'élection, l'assemblée ne peut valablement délibérer si les deux tiers des conseillers au minimum ne sont pas présents. Dans l'hypothèse où le quorum ne serait pas atteint, une nouvelle réunion devra être organisée trois jours plus tard, sans condition de quorum cette fois-ci (art. L4133-1 du CGCT). Il existe en outre une règle propre à l'exécutif régional : tout candidat à la présidence doit remettre, avant chaque tour de scrutin, une déclaration écrite aux membres du conseil régional. Dans ce document, il doit présenter les grandes orientations politiques, économiques et sociales qu'il souhaite donner à son mandat). Les candidats doivent donc s'engager politiquement sur un programme.
La loi no 72-619 du 5 juillet 1972 portant création et organisation des régions et la loi de décentralisation no 82-213 du 2 mars 1982 confèrent au président du Conseil régional des attributions très similaires à celles du président du Conseil général dans le département :
- Il prépare, propose et exécute le budget (article L.4231-2 du CGCT[61]) ;
- Il est chargé des formalités nécessaires à l'entrée en vigueur des délibérations du Conseil régional (publicité, transmission aux préfets de région).
- Il gère le domaine de la région (article L.4231-4 du CGCT[62]) ;
- Il prépare, négocie et après autorisation du Conseil régional, signe les contrats de la région ;
- Il représente la région en justice (article L.4231-7[63]).

Au même titre que le président du Conseil général, l'exécutif régional peut se voir déléguer, depuis 2001, un certain nombre de compétences par l'assemblée régionale :
- Décisions relatives à la passation des marchés publics d'un faible montant (article L.4231-8 du CGCT[64]) ;
- Décisions relatives à la gestion des emprunts affectés au financement des investissements régionaux (article L.4221-5 du CGCT[57]).

La loi no 2004-809 du 13 août 2004 autorise également le président du Conseil régional à subdéléguer les compétences déléguées par l'assemblée délibérante.
Le président du Conseil régional dispose aussi de pouvoirs autonomes, comme celui de chef des services de la collectivité régionale, mais contrairement au maire ou au président du conseil général, il ne possède pas de pouvoir de police.

#### Vice-président
Après avoir élu le président et les membres de la commission permanente, le conseil régional procède à l'élection des vice-présidents dont le nombre varie de 4 à 15, sans pouvoir dépasser le seuil de 30 % de l'effectif de l'assemblée. Cette élection a lieu, comme pour les conseils généraux (ou départementaux), au scrutin de liste avec une obligation de parité appréciée sur l'ensemble de la liste (l'écart entre le nombre de candidats de chaque sexe ne peut être supérieur à un). Les règles de majorité applicables aux conseils généraux (ou départementaux) valent également pour les conseils régionaux.

#### Bureau
Le président, les vice-présidents et les membres de la commission permanente qui ont reçu une délégation de pouvoir de la part du président forment le bureau. Cette instance est chargée d'organiser l'action de l'exécutif, mais elle ne dispose d'aucune compétence délibérative (art. L.4133-8 CGCT).

### Organe consultatif: le conseil économique, social et environnemental régional
Dans chaque région est créé un conseil économique, social et environnemental régional (CESER) qui est une assemblée consultative représentant les "forces vives" de la région, éclairant le conseil régional sur les questions stratégiques concernant la région et ses domaines de compétences. Il est obligatoirement saisi pour donner son avis, avant leur examen par le conseil régional, sur certains documents.

### Organes propres aux régions d'outre-mer
Les régions d'outre-mer ne sont pas une catégorie de collectivité territoriale mais une sous-catégorie de la catégorie "région" constitutionnalisée en 2003. À ce titre elles sont organisées comme les régions métropolitaines avec en sus deux spécificités :
- Elles sont dotées d'un deuxième organe consultatif : le conseil de la culture, de l'éducation et de l'environnement. Cette instance réunit des représentants des organismes qui participent à la vie culturelle, à la vie éducative, à l'enseignement et à la recherche, des organismes qui participent à la protection et à l'animation du cadre de vie de la région et une personnalité désignée ès qualités[68] ;
- Elles peuvent créer des établissements publics dénommés agences, chargés d'assurer la réalisation des projets intéressant la région ainsi que le fonctionnement des services publics régionaux[69].

## Domaines de compétences
Le principe de libre administration des collectivités territoriales, énoncé à l'article 72 de la Constitution, suppose que celles-ci s'administrent par des conseils élus dotés d'attributions effectives et disposant d'un pouvoir de décision dans le cadre de compétences qui leur sont confiées. 

### Compétences facultatives
La loi du 2 mars 1982 a doté la région d’une clause générale de compétence : « le conseil régional règle par ses délibérations les affaires de la région ». En vertu de cette clause, les régions peuvent intervenir dans tous les domaines présentant un intérêt public à l'échelon du territoire régional même si cette intervention n'est pas expressément prévue par un texte, sous réserve, néanmoins, de ne pas empiéter sur les compétences réservées exclusivement à d'autres personnes publiques. Les compétences exercées dans ce cadre sont dites facultatives. Cette clause de compétence générale avait été supprimée par l'article 73 de la loi de réforme des collectivités territoriales du 16 décembre 2010, avec effet au 1er janvier 2015, puis réintroduite par l'article 1 de la loi de modernisation de l'action publique territoriale et d'affirmation des métropoles du 27 janvier 2014. Elle serait à nouveau supprimée et des compétences spécifiques et exclusives seraient confiées par la loi à chaque niveau de collectivité dans le cadre du projet de loi portant nouvelle organisation territoriale de la République instruit en 2014.

### Compétences d'attribution

#### Développement économique
Selon la loi du 2 mars 1982, le développement économique est le domaine d'intervention principal des régions. Compte tenu de l'importance de cette compétence pour le développement du territoire local, le législateur a tenté de désigner une collectivité chargée de coordonner les actions des différents échelons locaux dans un souci de cohérence afin d'éviter les doublons et d'accroître l'efficacité des interventions économiques locales. Dans cet objectif, la loi du 13 août 2004 relative aux libertés et responsabilités locales (loi no 2004-809) a confié à la région un rôle de coordination en matière de développement économique, sans lui reconnaître explicitement un rôle de chef de file. Il fallut attendre la loi du 27 janvier 2014 relative à la modernisation de l'action publique territoriale et d'affirmation des métropoles pour que cette reconnaissance arrive enfin avec un nouvel outil qu'est la convention territoriale d'exercice concerté (art. 3 de la loi du 27 janvier ou art. L.1111-9-1 du CGCT). Cet instrument permet de clarifier l'exercice des compétences lorsqu'elles sont partagées entre plusieurs niveaux d'administration. La création de ce nouvel outil, ainsi que l'affirmation de son rôle de chef de file, devraient donner à la région la possibilité d'œuvrer plus efficacement pour construire une politique cohérente en matière de développement économique sur l'ensemble du territoire régional.
Le conseil régional est chargé de définir le régime des aides aux entreprises. Celles-ci prennent la forme de prestations de service, de subventions, de bonifications d'intérêt, de prêts et avances remboursables à taux nul ou à des conditions plus favorables que celles du taux moyen des obligations. Il décide également de l'octroi de ces différentes catégories d'aides, sous réserve de ne pas porter atteinte aux règles du droit de la concurrence imposées par le droit interne et par le droit de l'Union européenne (art. L.1511-2 du CGCT issu de la loi du 13 août 2004).
À l'instar des autres collectivités territoriales, la région peut accorder sa garantie ou son cautionnement pour un emprunt contracté par une personne privée, le risque supporté par la collectivité étant alors substantiel puisqu'elle devra suppléer l'éventuelle défaillance de l'entreprise.

#### Aménagement du territoire
La politique d'aménagement du territoire a pour objet de promouvoir un développement équilibré et de corriger les inégalités liées, notamment, à la répartition des activités économiques sur l'ensemble du territoire national. Il s'agit d'une politique à vocation transversale qui tend à aborder, de façon globale, le développement des territoires. Cette politique nationale est cogérée avec les collectivités territoriales : l'article L. 1111-2 du CGCT énonce ainsi que : « les collectivités concourent, avec l'État, à l'administration et à l'aménagement du territoire ». Toutefois, depuis la loi MAPTAM, la Région a été reconnue comme chef de file en ce domaine. Le CPER (Contrat de Plan État-région) est ainsi un document de programmation et de financement pluriannuels de projets importants concernant l'aménagement du territoire, tels que la création d'infrastructures ou le soutien à des filières d'avenir. Pour la période 2014-2020, les contrats de plan se voient assigner cinq grandes orientations visant à renforcer la compétitivité des territoires afin de réduire les inégalités : l'enseignement supérieur et la recherche, le soutien à l'innovation, la couverture du territoire en très haut débit, la transition écologique et énergétique et les mobilités multlmodales.
Le SRADDT est un document de planification primordial pour l'ensemble des acteurs locaux au sein d'une région. Élaboré par la région, il fixe les orientations fondamentales, à moyen terme, de l'aménagement et du développement durable du territoire régional. Il concerne plus précisément la localisation des grands équipements, des infrastructures et des services d'intérêt général et la réhabilitation des territoires dégradés et la protection de l'environnement. À partir de 2016, il est remplacé par le SRADDET, un nouveau schéma de planification à vocation prescriptive cette fois-ci.

#### Transports
La loi du 13 février 1997 crée l'établissement public « Réseau Ferré de France » et consacre certaines régions expérimentatrices comme autorité organisatrice des services régionaux de voyageurs de la SNCF : Six régions signent une convention pour une durée de 3 ans avec la SNCF : l'Alsace, le Centre, le Nord-Pas-de-Calais, les Pays-de-la-Loire, la Provence-Alpes-Côte d'Azur et Rhône-Alpes,  En 1998, le trafic progressé en moyenne de 4,9 % dans les régions expérimentales contre 3,2 % dans les autres régions. Les premières régions sont rejointes par la région Limousin puis les autres régions signent tour à tour des conventions intermédiaires pour se préparer à la régionalisation : Haute-Normandie et Midi-Pyrénées en 1997, Bourgogne, Picardie, Lorraine et Poitou-Charentes en 1998,.
La régionalisation des transports de voyageurs intervient formellement avec la loi du 13 décembre 2000 relative à la solidarité et au renouvellement urbains (SRU) qui confie aux régions, à partir du 1er janvier 2002, l’organisation des services ferroviaires régionaux de transport de voyageurs et leur financement. Les transports régionaux de voyageurs, désignés par le terme « TER » (Transport Express Régional) sont constitués par les services ferroviaires régionaux mais aussi par les services routiers effectués en substitution des services ferroviaires. Ils connaissent une importante progression au cours des dix dernières années qui suivent leur régionalisation. En 2007, ils représentaient plus de 14 % de l’ensemble du transport ferroviaire en France.
Par ailleurs la région, déjà compétente pour adopter un schéma régional des infrastructures et des transports, intégré au schéma régional d'aménagement et de développement du territoire, dispose depuis la loi du 27 janvier 2014 de compétences plus étendues dans le domaine des transports : elle est chef de file pour l'exercice des compétences relatives à l'intermodalité et à la complémentarité entre les modes de transports et doit mettre en place un schéma régional de l'intermodalité dont le rôle consiste à coordonner les politiques menées par les collectivités publiques en matière de mobilité.

#### Formation professionnelle
Dès 1983, la région a reçu des compétences en le domaine de la formation professionnelle et de l'apprentissage, compétences qui ont été confirmées par la loi du 13 août 2004 relative aux libertés et responsabilités locales qui en a fait de la région le chef de file, rôle qui se justifie au regard des compétences dont elle dispose dans le cadre du développement économique.
Le contrat de plan régional de développement des formations et de l'orientation professionnelles a pour objet l'analyse des besoins à moyen terme du territoire régional en matière d'emplois, de compétences et de qualifications et la programmation des actions de formation professionnelle des jeunes et des adultes, compte tenu de la situation et des objectifs de développement économique du territoire régional. Ce document est élaboré par la région au sein du comité régional de l'emploi, de la formation et de l'orientation professionnelles (un comité ad'hoc prévu par l'article L. 6123-3 du code du travail) sur la base des documents d'orientation présentés par le président du conseil régional, le représentant de l'État dans la région, les autorités académiques, les organisations syndicales de salariés et les organisations professionnelles d'employeurs.

#### Éducation
Au niveau de l'enseignement secondaire, la région assure la construction, la reconstruction, l'extension, les grosses réparations, l'équipement et le fonctionnement des lycées (article L.214-6 du Code de l'éducation). À cela s'ajoutent la restauration et l'hébergement des lycéens, à l'exception des missions d'encadrement et de surveillance des élèves. La loi du 13 août 2004 relative aux libertés et responsabilités locales a également prévu le transfert à la région des personnels techniciens, ouvriers et de service des lycées, elle assure donc leur recrutement et leur gestion.
Au niveau de l'enseignement secondaire, la région coordonne les initiatives territoriales visant à développer et à diffuser la culture scientifique, technique et industrielle, étant précisé que ces initiatives se doivent de respecter la stratégie nationale de recherche définie par l'État (article L.214-2 du Code de l'éducation. La région doit en outre adopter un schéma régional de l'enseignement supérieur, de la recherche et de l'innovation en collaboration avec les collectivités territoriales qui accueillent des sites universitaires, et en cohérence avec la stratégie nationale de la recherche (prérogative issue de la loi du 22 juillet 2013 qui a renforcé les compétences dévolues aux régions en matière de recherche et d'enseignement supérieur).

#### Gestion des programmes régionaux européens
La politique de développement régional mise en œuvre par l'Union européenne s'appuie, notamment, sur des fonds structurels qui permettent de financer des actions de développement en direction des régions les moins favorisées, et plus particulièrement, des actions pour soutenir le développement économique. La gestion de ces fonds a fait l'objet d'une expérimentation mise en œuvre par la loi du 13 août 2004 relative aux libertés et responsabilités locales visant à confier leur gestion aux régions, alors qu'auparavant, ils relevaient de la seule compétence des préfets. La loi du 27 janvier 2014 (loi MAPAM) renforce également le rôle des régions en la matière en prévoyant de leur confier la gestion des programmes européens en qualité d'autorité de gestion (cette fonction peut aussi être confiée à un GIP mis en place par plusieurs régions). Avec ce transfert, les régions sont davantage associées à la mise en œuvre de la politique de cohésion sociale de l'Union européenne.

### Compétences partagées
Dans son rapport sur le projet de loi qui devait aboutir à la révision constitutionnelle du 28 mars 2003, M. René Garrec dressait un constat largement partagé : « La logique initiale, fondée sur une répartition des compétences par blocs associée à l’absence de tutelle d’une collectivité sur l’autre, a été perdue de vue. À la clarification des compétences s’est substituée une autre logique, celle de la cogestion, avec pour conséquence la multiplication des partenariats. ». Ce même constat est fait en 2011 par M. Lefèvre : « s'il s'est toujours prononcé clairement pour une répartition par blocs, le législateur n'a jamais officiellement choisi parmi les formes qu'elle pouvait prendre : compétences exclusives, non exclusives, partagées... Faute de choix clair, la logique des blocs ne pouvait avoir d'objectifs clairs ». Ainsi il ressort que malgré les attributions par la loi, de nombreuses compétences sont partagées entre plusieurs collectivités, particulièrement dans les domaines de l'aménagement du territoire, du tourisme et de la culture.
Pour résoudre cet enchevêtrement la réforme de 2010 pose des principes de clarification des compétences : exclusivité en principe de l’exercice des compétences, possibilité de délégation de compétences à une collectivité d’une autre catégorie, élaboration d’un schéma d’organisation des compétences et de mutualisation des services entre une région et les départements qui y sont inclus, limitation des financements croisés . 
Dans cette continuité, la loi du 27 janvier 2014 de modernisation de l'action publique territoriale et d'affirmation des métropoles tente également de rationaliser l'exercice des compétences enchevêtrées en faisant davantage appel à la notion de chef de file. Les régions sont dès lors reconnus chefs de file dans les domaines suivants : Aménagement et développement durable du territoire ; protection de la biodiversité ; climat, qualité de l'air, énergie ; développement économique ; soutien à l'innovation ; internationalisation des entreprises ; intermodalité et complémentarité entre les modes de transports ; soutien à l'enseignement supérieur et à la recherche.

### Compétences spécifiques aux régions d'outre-mer
Les régions d'outre-mer disposent de compétences spécifiques :
- Compétences décisionnelles : l'article 73 prévoit que ces collectivités peuvent être habilitées, sous certaines conditions, à adapter elles-mêmes les lois et règlements et ont la possibilité d'être, sous certaines conditions, habilitées à déroger au droit commun en fixant « elles-mêmes les règles applicables sur leur territoire dans un nombre limité de matières relevant du domaine de la loi ou du règlement » ;
- Compétences consultatives : le conseil régional doit obligatoirement être consulté sur les projets de loi, d'ordonnance ou de décret comportant des dispositions d'adaptation du régime législatif et de l'organisation administrative de la région[97] ;
- Développement économique et aménagement du territoire : elles adoptent un schéma d'aménagement au périmètre plus élargi que les schémas des régions métropolitaines[98] et disposent de compétences spécifiques dans le domaine agricole, l'emploi, la formation professionnelle, la mise en valeur des ressources de la mer, l'exploitation des ressources minières, le transport et le logement (CGCT L4433-12[99] à L4433-24) ;
- Action culturelle : des attributions définies par les articles L4433-25[100] à L4433-30 du CGCT.

| Domaine de compétence                             | Régions | Départements                                                                                    | Secteur communal                                                                                 |
| ------------------------------------------------- | --- | ----------------------------------------------------------------------------------------------- | ------------------------------------------------------------------------------------------------ |
| Développement économique                          | Rôle de chef de file - Aides directes et indirectes                                                                                      | Aides économiques à objet spécifique (cinéma, lutte contre l'incendie…)                         | Aides indirectes                                                                                 |
| Formation professionnelle, apprentissage          | Rôle de chef de file - Définition de la politique régionale et mise en œuvre                                                             |                                                                                                 |                                                                                                  |
| Emploi et insertion professionnelle               | | Insertion professionnelle dans le cadre du RSA                                                  |                                                                                                  |
| Emploi et insertion professionnelle               | Recrutements - possibilité contrats aidés favorisant insertion                                                                           | Recrutements - possibilité contrats aidés favorisant insertion                                  | Recrutements - possibilité contrats aidés favorisant insertion                                   |
| Enseignement                                      | Lycées (bâtiments, restauration, TOS) | Collèges (bâtiments, restauration, TOS)                                                         | Écoles (bâtiments, restauration)                                                                 |
| Culture, vie sociale, jeunesse, sports et loisirs | Culture (patrimoine, éducation, création, bibliothèques, musées, archives)                                                               | Culture (éducation, création, bibliothèques, musées, archives)                                  | Culture (éducation, création, bibliothèques, musées, archives)                                   |
| Culture, vie sociale, jeunesse, sports et loisirs | | Enfance (crèches, centres de loisirs)                                                           |                                                                                                  |
| Culture, vie sociale, jeunesse, sports et loisirs | Sport (subventions) | Sport (équipements et subventions)                                                              | Sport (équipements et subventions)                                                               |
| Culture, vie sociale, jeunesse, sports et loisirs | Tourisme | Tourisme                                                                                        | Tourisme                                                                                         |
| Action sociale et médico-sociale                  | | Rôle de chef de file - Organisation (PMI ASE) et prestations (Revenu de solidarité active, APA) | Action sociale facultative (CCAS)                                                                |
| Urbanisme                                         | |                                                                                                 | Rôle de chef de file en matière d'aménagement de l'espace - PLU, SCOT, permis de construire, ZAC |
| Aménagement du territoire                         | Schéma régional d'aménagement et de développement durable du territoire (élaboration)                                                    | Schéma régional (avis, approbation)                                                             | Schéma régional (avis, approbation)                                                              |
|                                                   | CPER |                                                                                                 |                                                                                                  |
| Environnement                                     | Espaces naturels | Espaces naturels                                                                                | Espaces naturels                                                                                 |
| Environnement                                     | Parcs naturels régionaux |                                                                                                 |                                                                                                  |
| Environnement                                     | | Déchets (plan départemental)                                                                    | Déchets (collecte, traitement)                                                                   |
| Environnement                                     | Eau (participation au SDAGE) | Eau (participation au SDAGE)                                                                    | Eau (distribution, assainissement)                                                               |
| Environnement                                     | | Énergie (distribution)                                                                          |                                                                                                  |
| Grands équipements                                | Ports fluviaux | Ports maritimes, de commerce et de pêche                                                        | Ports de plaisance                                                                               |
| Grands équipements                                | Aérodromes | Aérodromes                                                                                      | Aérodromes                                                                                       |
| Voirie                                            | Schéma régional | Voies départementales                                                                           | Voies communales                                                                                 |
| Transports                                        | Transports ferroviaires régionaux - chef de file sur l'intermodalité des transports. Transports routiers et scolaires hors milieu urbain | Transports des élèves handicapés                                                                | Transports urbains et scolaires                                                                  |
| Communication                                     | Gestion des réseaux | Gestion des réseaux                                                                             | Gestion des réseaux                                                                              |
| Logement et habitat                               | Financement | Financement, parc et aides (FSL), plan et office de l'habitat                                   | Financement, parc et aides. PLH                                                                  |
| Sécurité                                          | |                                                                                                 | Police municipale                                                                                |
| Sécurité                                          | Circulation | Circulation et stationnement                                                                    |                                                                                                  |
| Sécurité                                          | Prévention de la délinquance | Prévention de la délinquance                                                                    |                                                                                                  |
| Sécurité                                          | Incendie et secours |                                                                                                 |                                                                                                  |

## Moyens pour l'action régionale
Pour mettre en œuvre les compétences qui leur sont attribuées, les collectivités territoriales doivent disposer de moyens humains et financiers, dont certains ont été transférés par l'État lors des vagues successives de décentralisation. À cela s'ajoutent différents instruments juridiques parmi lesquels figurent les services publics locaux, les contrats et les conventions qui permettent, pour certains d'entre eux, d'organiser la répartition des compétences entre les différents niveaux d'administration. De plus, pour mener à bien leurs missions, les collectivités territoriales peuvent avoir recours à des sociétés, qu'il s'agisse de sociétés d'économie mixte locales, ou de sociétés publiques locales créées en 2010.

### Moyens financiers

Situation financière des régions en 2012.

En 2012, le budget des régions atteint 27,9 milliards d'euros (Mrd €), soit 12 % du budget total des collectivités territoriales et de leurs groupements à fiscalité propre. Celui des départements est de 71 Mrd € et celui du bloc communal de 126,6 Mrd €. 
| Nature des comptes (en milliards d'euros)                            | Régions | Régions | Régions | Régions | Régions | Régions | Régions | Régions | Régions | Régions | Régions | Régions | Bloc communal | Départements | Ensemble |
| Nature des comptes (en milliards d'euros)                            | 2001    | 2002    | 2003    | 2004    | 2005    | 2006    | 2007    | 2008    | 2009    | 2010    | 2011    | 2012    | 2012          | 2012         | 2012     |
| -------------------------------------------------------------------- | ------- | ------- | ------- | ------- | ------- | ------- | ------- | ------- | ------- | ------- | ------- | ------- | ------------- | ------------ | -------- |
| Dépenses totales                                                     | 12,69   | 14,98   | 15,76   | 17,28   | 19,52   | 21,73   | 24,41   | 26,66   | 28,01   | 26,46   | 27,21   | 27,92   | 126,6         | 71,4         | 225,9    |
| Recettes totales                                                     | 12,7    | 15,18   | 15,35   | 17,13   | 19,56   | 21,57   | 24,32   | 26,18   | 27,78   | 26,69   | 27,23   | 27,54   | 126,6         | 70,9         | 227,1    |
| Dépenses réelles de fonctionnement                                   | 6,15    | 7,55    | 7,91    | 9,01    | 10,45   | 11,75   | 14,04   | 15,2    | 15,99   | 16,27   | 16,71   | 17,16   | 94,5          | 56           | 157,6    |
| * dont personnel                                                     | 0,43    | 0,47    | 0,52    | 0,57    | 0,62    | 0,78    | 1,6     | 2,35    | 2,68    | 2,78    | 2,86    | 2,97    | 40,3          | 11,5         | 54,7     |
| * dont intérêts de dette                                             | 0,4     | 0,34    | 0,31    | 0,31    | 0,39    | 0,4     | 0,5     | 0,6     | 0,5     | 0,5     | 0,57    | 0,6     | 2,9           | 0,9          | 4,5      |
| Recettes de fonctionnement (2)                                       | 10,49   | 12,26   | 12,53   | 13,58   | 15,78   | 17,22   | 19,61   | 20,95   | 21,46   | 21,78   | 22,17   | 22,5    | 102,9         | 63,7         | 189      |
| * impôts locaux**                                                    | 3,09    | 3,02    | 3,07    | 3,22    | 4       | 4,43    | 4,42    | 4,63    | 4,9     | 5,08    | 4,39    | 4,47    | 48,4          | 19,3         | 72,2     |
| * autres impôts indirects et taxes                                   | 2,17    | 2,07    | 1,96    | 2,03    | 2,93    | 3,91    | 6,12    | 7,08    | 7,27    | 7,3     | 7,76    | 7,83    | 140,9         | 22,7         | 41,4     |
| * dont concours de l’État                                            | 2,89    | 4,24    | 4,64    | 7,04    | 8,02    | 8,26    | 8,29    | 8,39    | 8,51    | 8,62    | 9,28    | 9,34    | 28            | 15           | 52,3     |
| Épargne brute                                                        | 4,34    | 4,71    | 4,63    | 4,57    | 5,33    | 5,47    | 5,57    | 5,75    | 5,47    | 5,51    | 5,46    | 5,35    | 18,4          | 7,6          | 31,4     |
| Dépenses réelles d’investissement                                    | 6,54    | 7,42    | 7,86    | 8,27    | 9,08    | 9,98    | 10,37   | 11,46   | 12,02   | 10,19   | 10,49   | 10,76   | 42,1          | 15,3         | 68,2     |
| * dont subventions d’équipement                                      | 3,2     | 3,81    | 4,14    | 4,33    | 4,59    | 4,93    | 5,35    | 5,41    | 5,74    | 5,1     | 5,34    | 5,37    | 3,2           | 4,6          | 13,2     |
| * dont équipement                                                    | 2,15    | 2,28    | 2,44    | 2,68    | 2,58    | 3,1     | 3,44    | 3,76    | 3,82    | 3,14    | 2,96    | 2,79    | 29,5          | 6,8          | 39,1     |
| * remboursements de dette                                            | 0,99    | 1,07    | 0,91    | 0,81    | 1,37    | 1,69    | 1,28    | 1,97    | 1,96    | 1,58    | 1,74    | 2       | 7,6           | 3,5          | 13       |
| Recettes d’investissement hors emprunts                              | 1,45    | 1,69    | 1,37    | 1,52    | 1,68    | 1,6     | 1,88    | 1,93    | 2,67    | 2,18    | 2,23    | 1,95    | 14,99         | 3,16         | 20,10    |
| * dont dotations et subventions                                      | 1,26    | 1,44    | 1,16    | 1,13    | 1,43    | 1,48    | 1,59    | 1,65    | 2,34    | 1,95    | 1,89    | 1,68    | 10,77         | 2,56         | 14,95    |
|                                                                      |         |         |         |         |         |         |         |         |         |         |         |         |               |              |          |
| Dépenses totales pour l’enseignement                                 | 2,97    | 3,24    | 3,44    | 3,63    | 3,96    | 4,16    | 5,19    | 6,11    | 6,68    | 6,33    | 6,1     | 6,05    |               |              |          |
| Dépenses totales de formation professionnelle et apprentissage       | 2,19    | 2,17    | 2,36    | 2,97    | 3,47    | 4,22    | 4,87    | 4,88    | 5,18    | 5,05    | 5,15    | 5,21    |               |              |          |
| Dépenses totales pour le transport ferroviaire régional de voyageurs | 0,58    | 2,05    | 2,13    | 2,41    | 2,86    | 2,99    | 3,15    | 3,28    | 3,22    | 3,19    | 3,39    | 3,52    |               |              |          |
|                                                                      |         |         |         |         |         |         |         |         |         |         |         |         |               |              |          |
| Dette totale au 31/12                                                | 7,66    | 7,82    | 8,42    | 9,42    | 10,14   | 11,11   | 12,77   | 13,98   | 15,7    | 16,85   | 17,97   | 19,11   | 82,3          | 31,1         | 132,5    |

#### Dépenses
De 2004 à 2009, année de fin d'intégration des transferts de compétences confiées par l’acte II de la décentralisation et des personnels en provenance de l’État dotés de ces compétences, la structure des budgets des régions s’est modifiée. La part des dépenses de fonctionnement est passée de 52,5 % à près de 60 % de leurs dépenses réelles totales, avec un alourdissement des charges de personnel. Le niveau des dépenses d’investissement reste quant à lui relativement stable depuis plusieurs années. Au total Les régions consacrent près de 15 milliards d'euros aux trois principaux domaines d’intervention : l’enseignement (lycées), le transport ferroviaire, la formation professionnelle et l’apprentissage, soit 53 % du budget total.

#### Recettes
Les régions disposent de ressources contraintes, que ce soient les recettes fiscales sur lesquelles elles n’ont pas de pouvoir de taux, ou les concours financiers. Face à ces recettes peu dynamiques, elles supportent des charges à la hausse, liées au personnel et à la compétence transport. Jusqu'en 2010, les régions bénéficiaient de deux des trois taxes « ménage » (taxes sur le foncier bâti et le foncier non bâti). En 2011 a été mise en place de la réforme de la fiscalité locale pour les collectivités locales avec en particulier la suppression de la taxe professionnelle et la création de la contribution économique territoriale (CET), composée d’une cotisation foncière des entreprises (CFE) et d’une cotisation sur la valeur ajoutée des entreprises (CVAE). Depuis 2011, les régions ne disposent plus que de ressources économiques : principalement la cotisation sur la valeur ajoutée des entreprises (CVAE), la taxe intérieure de consommation sur les produits énergétiques (TICPE) et la taxe sur les cartes grises.

#### Dette et santé financière des régions
Les dépenses d'investissements (10,8 Mrd € en 2012 pour les départements) sont financées pour partie par l'excédent de fonctionnement (marge brute), par des recettes d'investissements et par le recours à l'emprunt. Chaque année les collectivités s’acquittent de montants de remboursements en capital des dettes contactées par le passé, augmentés des intérêts correspondants, mais elles ont aussi recours à de nouveaux emprunts. La nature de la différence entre ces deux flux conduit à une augmentation ou une diminution de l'encours de la dette.
La capacité de désendettement (encours de dette / épargne brute) est un indicateur qui permet d'évaluer la situation financière d'une collectivité, en évaluant sa capacité de rembourser sa dette. En 2011, ce taux était de 3,2 ans (17,97 / 5,46) et en 2012 de 3,6 ans (19,11 / 5,35), ce qui est un bon indicateur. Le taux d’endettement est néanmoins en constante progression depuis plusieurs années.

### Moyens humains
Au 31 décembre 2012, les effectifs régionaux s'élevaient à 81 682 agents, soit 4,1 % de l'ensemble de la fonction publique territoriale (FPT). 
Avec le transfert des personnels en provenance de l'État dotés des compétences confiées aux régions par l’acte II de la décentralisation, les effectifs des conseils régionaux ont été multipliés par 5, et le profil des agents s’est modifié : les régions qui initialement comptaient près de 38 % d’agents de catégorie A, gèrent maintenant pour plus de 82 % des agents de catégorie C issus majoritairement de la filière technique.
|                                |                          | 2001   | 2002   | 2003   | 2004   | 2005   | 2006   | 2007   | 2008   | 2009   | 2010   | 2011   | 2012   |
| ------------------------------ | ------------------------ | ------ | ------ | ------ | ------ | ------ | ------ | ------ | ------ | ------ | ------ | ------ | ------ |
| Fonction publique territoriale | Ensemble                 | 1362,4 | 1417,1 | 1473,8 | 1524,7 | 1563,5 | 1611,7 | 1703,8 | 1769,8 | 1806,5 | 1811   | 1830,7 | 1862,4 |
| Fonction publique territoriale | Ensemble hors transferts | 1362,4 | 1417,1 | 1473,8 | 1524,7 | 1563,5 | 1608   | 1644,4 | 1652,8 | 1673,5 | 1675,9 | 1695,6 | 1727,3 |
| Conseils régionaux             | Ensemble                 | 11,2   | 12,2   | 13,1   | 13,9   | 15,0   | 22,1   | 53,4   | 75,3   | 78,7   | 79,7   | 80,0   | 81,7   |
| Conseils régionaux             | Ensemble hors transferts | 11,2   | 12,2   | 13,1   | 13,9   | 15,0   | 20,0   | 24,5   | 26,5   | 23,4   | 23,7   | 24,0   | 25,7   |

### Moyens juridiques
Pour mettre en œuvre les compétences qui leur sont confiées, les régions disposent, à l'instar des autres collectivités, de différents instruments juridiques parmi lesquels figurent les services publics locaux, les contrats (dont les marchés publics et les délégations de services publics) et les conventions qui permettent, pour certains d'entre eux, d'organiser la répartition des compétences entre les différents niveaux d'administration. De plus les régions peuvent avoir recours à des sociétés, qu'il s'agisse de sociétés d'économie mixte locales, ou de sociétés publiques locales créées en 2010.

## Contrôle de l'action régionale

### Contrôle de la légalité
Le contrôle de légalité des actes est prévu par l’article 72 de la Constitution de 1958, qui indique que « dans les collectivités territoriales de la République, le représentant de l'État, représentant de chacun des membres du Gouvernement, a la charge des intérêts nationaux, du contrôle administratif et du respect des lois ». Il s'agit d'un contrôle a posteriori, qui n’intervient qu'après que les actes sont devenus exécutoires. Il ne porte que sur la légalité des actes, c'est-à-dire leur conformité à l’ensemble des lois, règlements… qui leur sont applicables.

### Contrôle budgétaire
Les régions sont soumis à un contrôle budgétaire exercé par le préfet, en liaison avec les chambres régionales des comptes (articles L1612-1 à L1612-20 du CGCT). L’objectif de ce contrôle est d’assurer le respect des règles applicables à l’élaboration, l’adoption et l’exécution des budgets des collectivités territoriales et de leurs établissements publics (budget primitif, budget supplémentaire, décision modificative et compte administratif). Quatre points essentiels sont contrôlés et analysés lors du contrôle budgétaire :
- la date de vote et de transmission du budget primitif[109] ;
- l’équilibre réel du budget [110]. Un budget est en équilibre réel lorsqu'il remplit les trois conditions suivantes : il doit être réalisé par section, il doit être sincère, c’est-à-dire que les recettes et dépenses doivent avoir fait l’objet d’une évaluation excluant toute majoration ou minoration fictive et enfin le remboursement de la dette en capital doit être exclusivement couvert par des recettes propres de la Commune concernée ;
- la date du vote du compte administratif et son équilibre[111] ;
- l’inscription et le mandatement d’office des dépenses[112].

### Contrôle financier
Le contrôle financier consiste à vérifier que les dépenses sont décomptées sur le bon chapitre budgétaire et que l’origine des recettes est légale. Ce contrôle est exercé par le comptable public qui ne peut en aucun cas émettre un jugement d'opportunité. En effet, il ne peut pas juger de la pertinence des choix politiques effectués par les collectivités puisqu’elles s’administrent librement et, dans le cas contraire, l’ordonnateur peut « requérir » le comptable c’est-à-dire le forcer à payer. Dès lors que le comptable détecte une illégalité, il rejette le paiement décidé par l’ordonnateur.